# Histidin
Histidin (iz grškega ἱστός [histós] - tkivo), okrajšano kot His ali H, je α-aminokislina z imidazolno funkcionalno skupino. Je ena od 23 proteinogenih aminokislin. Njena kodona sta CAU in CAC. Prvi jo je izoliral nemški zdravnik Albrecht Kossel leta 1896. Spada med človekove in živalske esencialne aminokisline, čeprav se je na začetku domnevalo, da to velja samo za dojenčke.

## Kemijske lastnosti
Konjugirana kislina (protonirana oblika) imidazolne stranske verige v histidinu ima pKa približno 6. To pomeni, da bo pri fiziološko pomembnih vrednostih pH že relativno majhna sprememba pH spremenila njegov skupni naboj. Pri pH < 6 je imidazolni obroč večinoma protoniran. V protoniranem stanju ima imidazolni obroč dve vezi NH in pozitiven naboj, ki je enakomerno porazdeljen med obema dušikovima atomoma in se lahko prikaže z dvema enako pomembnima resonančnima strukturama. 

### Aromatičnost
Imidazolni obroč histidina je pri vseh pH vrednostih aromatski. Vsebuje šest elektronov: štiri iz dveh dvojnih vezi in dva iz osamljenega dušikovega elektronskega para. π elektroni bi lahko povzročili π zlaganje (π-π interakcije) aromatskih obročev, vendar ga otežuje pozitivi naboj.
Histidin v nobenem stanju ne absorbira svetlobe z valovno dolžino 280 nm, v nižjem UV območju pa absorbira bolj kot nekatere amino kisline.

## Metabolizem
Izoelektrična točka histidina je v nevtralnem območju (pH = 7,59), zato je edina proteinogena aminokislina, ki je lahko pod fiziološkimi pogoji deluje kot donor ali akceptor protonov. Takšna je na primer njegova vloga v katalitični triadi asparagin-histidin-serin serinskih proteaz. Pomemben je tudi za vezavo železa v hemoglobinu in mišičnem pigmentu mioglobinu in kot ligand kovinskih ionov kompleksov v elektronski transportni verigi v mitohondrijih (oksidativna fosforilacija) in v kloroplastih (fotosinteza).
V vodni raztopini histidin protolizira:
Histidin je prekurzor za biosintezo histamina in karnozina.
Encim histidinaza pretvori histidin v amonijak in urokansko kislino. Pomanjkanje tega encima povzroči redko metabolično motnjo histidinemijo. V aktinobakterijah in vlaknastih glivah, kot je  Neurospora crassa, se histidin lahko pretvori v antioksidant ergotionein.

## Nahajališča
L-histidin se nahaja v mladih rastlinah in ima pomembno vlogo kot pufer v hemoglobinu. 
Vsebujejo ga tudi z beljakovinami bogata živila. V naslednji preglednici je prikazana vsebnost histidina v 100 g najpogostejših živil:
| Živilo                     | Beljakovine | Histidin | Delež |
| -------------------------- | ----------- | -------- | ----- |
| Govedina, surova           | 21,26 g     | 0 678 mg | 3,2 % |
| Piščančje prsi, surove     | 21,23 g     | 0 791 mg | 3,7 % |
| Losos, surov               | 20,42 g     | 0 549 mg | 2,7 % |
| Kokošje jajce              | 12,57 g     | 0 309 mg | 2,4 % |
| Mleko, 3,7 % maščobe       | 0 3,28 g    | 0 89 mg  | 2,7 % |
| Oreh                       | 15,23 g     | 0 391 mg | 2,6 % |
| Pšenični kalčki, suhi      | 23,15 g     | 0 643 mg | 2,8 % |
| Pčenična moka, polnozrnata | 13,70 g     | 0 317 mg | 2,3 % |
| Koruzna moka, polnozrnata  | 0 6,93 g    | 0 211 mg | 3,0 % |
| Riž, neolupljen            | 0 7,94 g    | 0 202 mg | 2,5 % |
| Soja, suha                 | 36,49 g     | 1097 mg  | 3,0 % |
| Grah, suh                  | 24,55 g     | 0 597 mg | 2,4 % |

V vseh omenjenih živilih je skoraj izključno L-histidin, vezan na beljakovinsko komponento. Prosteha histidina ni. 
Histidin je tudi sestavina nekaterih zdravil in vitaminskih dodatkov.